# 絆-kizunairo-色
「絆-kizunairo-色」（きずないろ）は、Liaの11枚目のシングル。2010年10月27日にAMG MUSICから発売された。

## 概要
前作「あした天気になぁれ」から約3か月ぶりのリリース作品。表題曲「絆-kizunairo-色」は、テレビアニメ『FORTUNE ARTERIAL 赤い約束』のオープニングテーマとして使用されている。カップリングにはVeilの2ndシングルをLiaがカバーした同アニメエンディングテーマ「I miss you Lia solo」が収録されている。
初回生産限定盤は、「絆-kizunairo-色 〜PV Live Edition〜」を収録したDVDが同梱されている。通常盤にはボーナストラックとして、「絆-kizunairo-色 inst.w/z cho」が収録されている。表ジャケットには千堂瑛里華が、2種類ある裏ジャケットのうち限定版には紅瀬桐葉が、通常版には東儀白がプリントされている。
自身の楽曲で、スプリット・シングル「My Soul,Your Beats!/Brave Song」以来、自身2度目のトップ10入り作品となった。

## 収録曲

### 初回限定盤
1. 絆-kizunairo-色
作詞：RUCCA / 作曲：流歌 / 編曲：牧野信博
  - テレビアニメ『FORTUNE ARTERIAL 赤い約束』オープニングテーマ
2. I miss you Lia solo
作詞・作曲・編曲：八木雄一
3. 絆-kizunairo-色 inst.
4. I miss you inst.

### 通常盤
1. 絆-kizunairo-色
2. I miss you Lia solo
3. 絆-kizunairo-色 inst.
4. I miss you inst.
5. 絆-kizunairo-色 inst.w/z cho（ボーナストラック）

## DVD
- 初回生産限定盤のみに同梱。

1. 絆-kizunairo-色 〜PV Live Edition〜